# Khoai lang
Khoai lang (danh pháp hai phần: Ipomoea batatas) là một loài cây nông nghiệp với các rễ củ lớn, chứa nhiều tinh bột, có vị ngọt, được gọi là củ khoai lang và nó là một nguồn cung cấp rau ăn củ quan trọng, được sử dụng trong vai trò của cả rau lẫn lương thực. Các lá non và thân non cũng được sử dụng như một loại rau. Khoai lang có quan hệ họ hàng xa với khoai tây (Solanum tuberosum) có nguồn gốc Nam Mỹ và quan hệ họ hàng rất xa với khoai mỡ (một số loài trong chi Dioscorea) là các loài có nguồn gốc từ châu Phi và châu Á.
Chi Ipomoea có khoai lang, rau muống (Ipomoea aquatica) và một số loài hoa dại được gọi bằng một số tên như bìm bìm (chung với các chi khác), mặc dù từ này không được dùng để chỉ khoai lang, rau muống. Một vài giống cây trồng của Ipomoea batatas cũng được trồng như là cây trồng trong nhà. Khoai lang là loài cây thân thảo dạng dây leo sống lâu năm, có các lá mọc so le hình tim hay xẻ thùy chân vịt, các hoa có tràng hợp và kích thước trung bình. Rễ củ ăn được có hình dáng thuôn dài và thon, lớp vỏ nhẵn nhụi có màu từ đỏ, tím, nâu hay trắng. Lớp cùi thịt có màu từ trắng, vàng, cam hay tím.

## Nguồn gốc và phân bổ

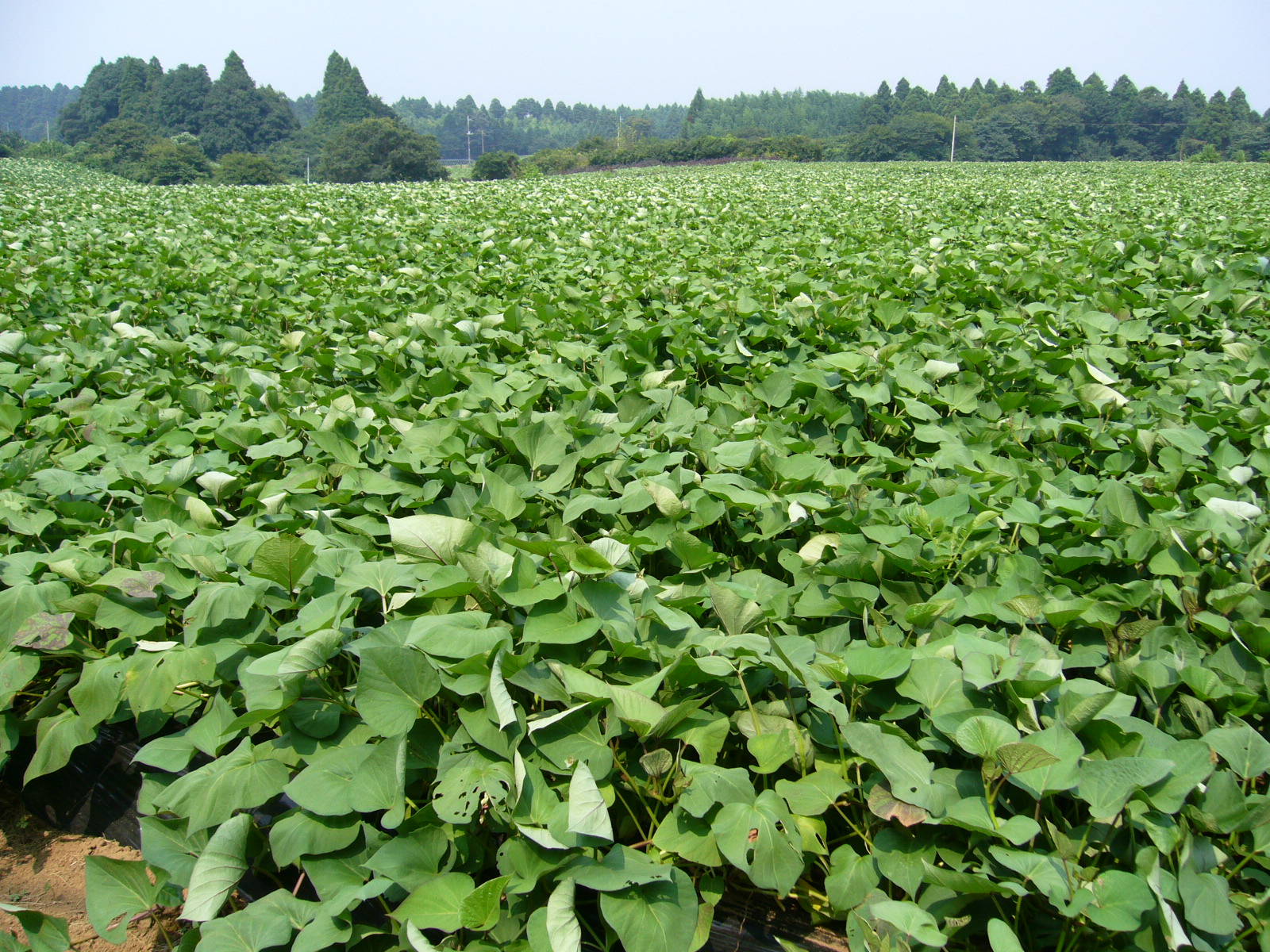
Một cánh đồng trồng khoai lang.

## Canh tác trồng trọt

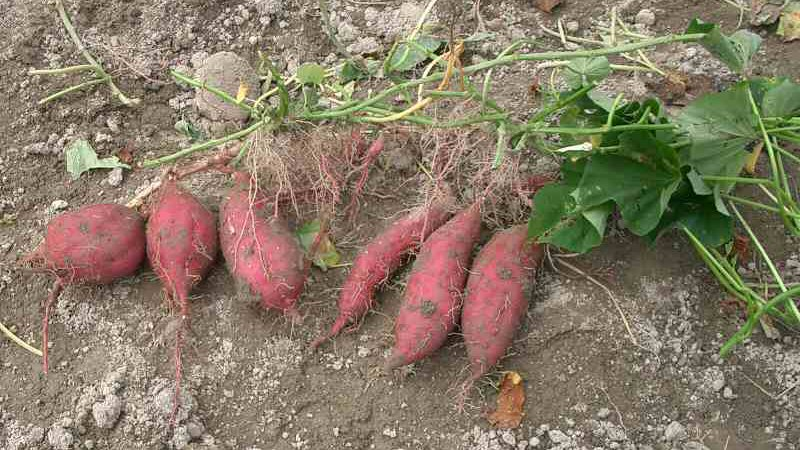
Một vài củ khoai lang.

## Sử dụng

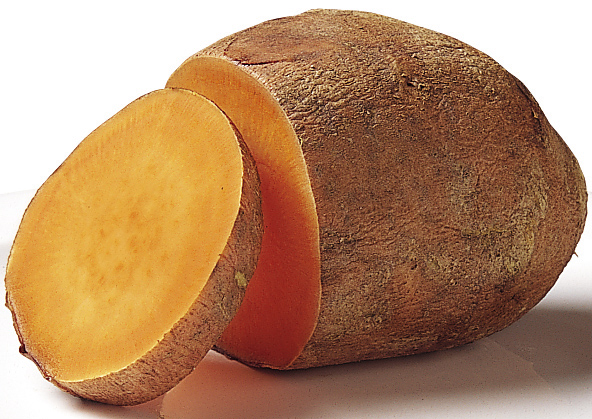
Khoai lang

### Phi ẩm thực

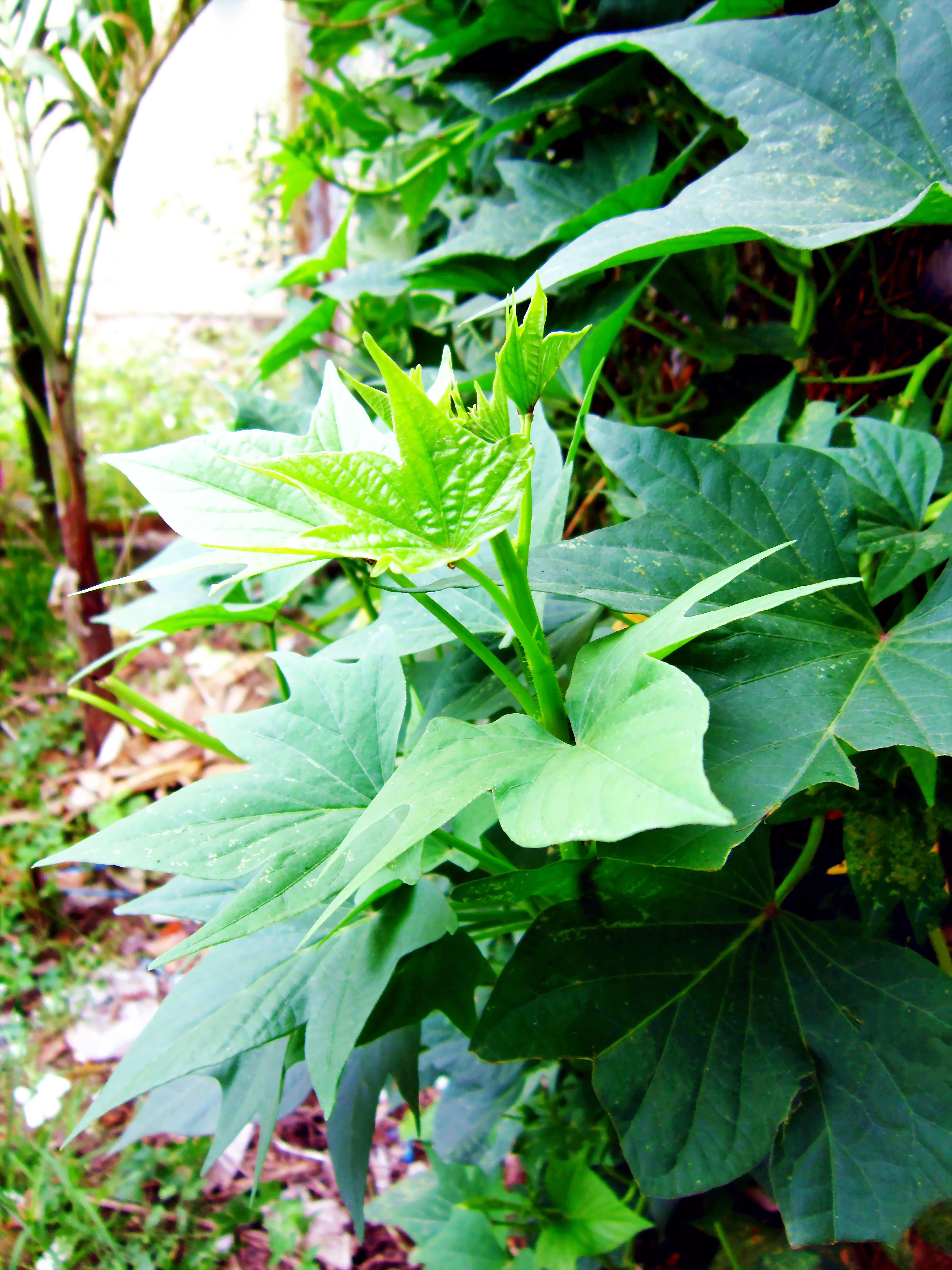
Một đọt khoai lang

### Khoai lang ở Bình Tân

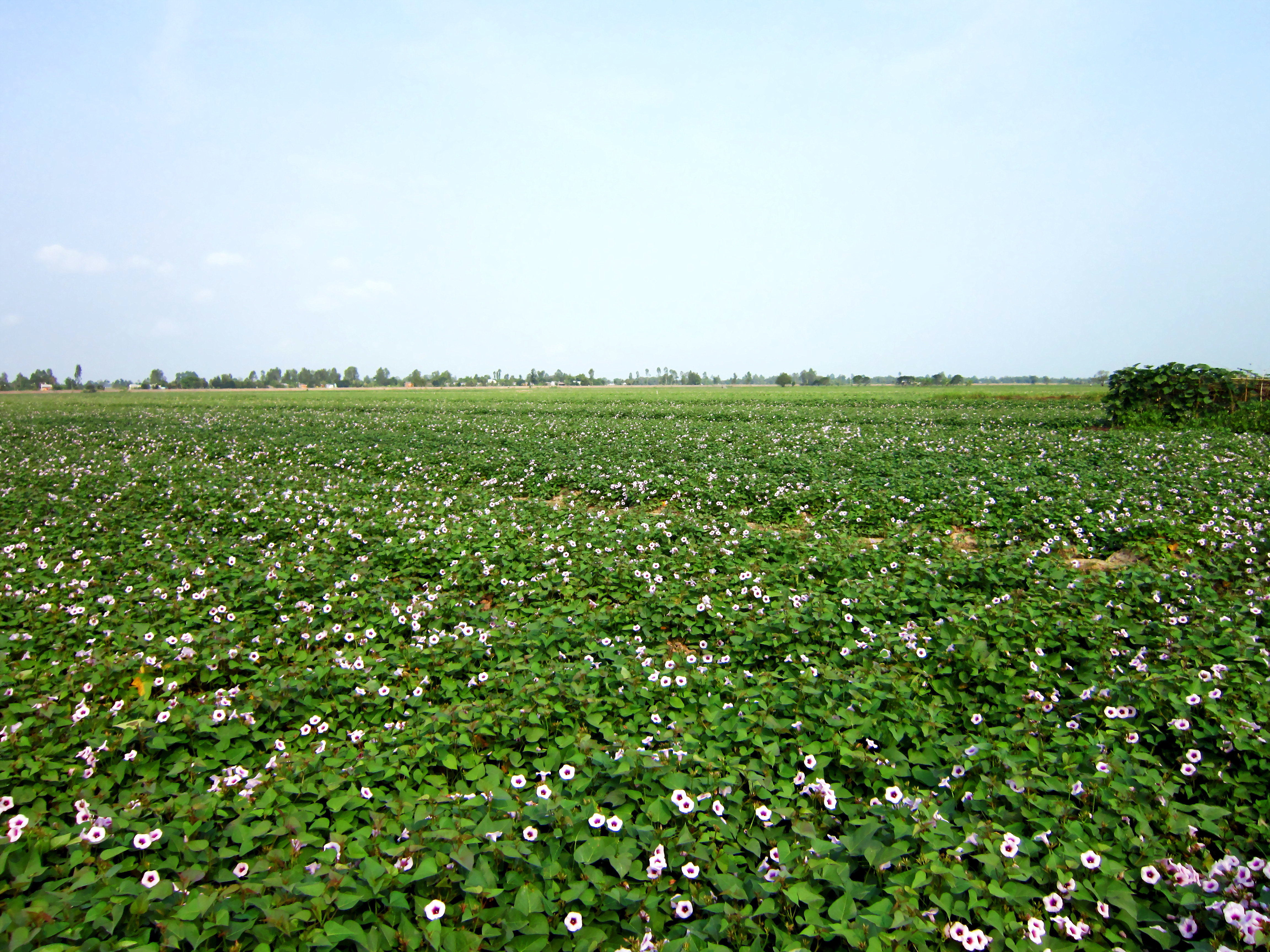
Một trong những cánh đồng rộng lớn trồng khoai lang tím Nhật ở huyện Bình Tân